# Веливок Владислав Валерійович

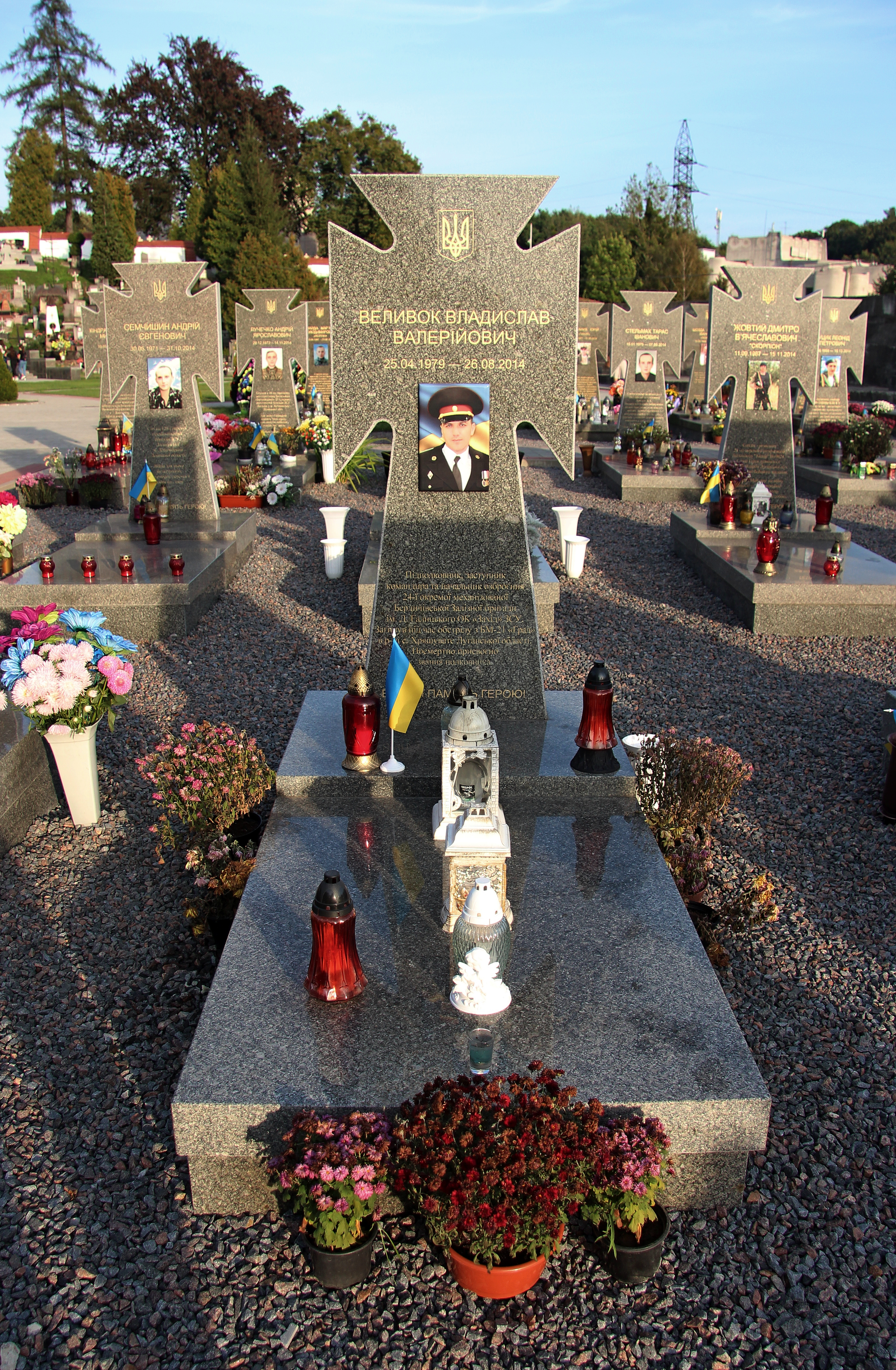

Владисла́в Вале́рійович Веливок (нар. 25 квітня 1979, Миколаїв — пом. 26 серпня 2014, Хрящувате) — полковник (посмертно) 24-ї окремої механізованої бригади Збройних сил України, учасник російсько-української війни.

## Короткий життєпис
Народився 1979 року в місті Миколаїв. 1997 році закінчив загальноосвітню школу; від 29 червня 1997 року в Збройних Силах України. Закінчив Одеський інститут Сухопутних військ (факультет РАО) у 2002 році. Проживав у Яворові, Львівська область. Підполковник, заступник командира бригади з озброєння 24-ї окремої механізованої бригади. 2012 році закінчив Національний університет оборони України.
На передовій з перших днів війни. Загинув 26 серпня 2014 року у бою в районі селища Хрящувате під Луганськом — рятуючи побратимів, під обстрілом артилерії вивозив поранених, осколки «града» влучили в «Урал» підполковника.
Похований 30 серпня 2014 року на Личаківському цвинтарі у Львові, на полі почесних поховань № 76.
Залишились батько, дружина Катерина та двоє дітей, син Руслан 2010 р.н. і донька Ангеліна 2012 р.н., брат.

## Нагороди та вшанування
За особисту мужність і героїзм, виявлені у захисті державного суверенітету та територіальної цілісності України, вірність військовій присязі під час російсько-української війни, відзначений — нагороджений:
- 14 березня 2015 року — орденом Богдана Хмельницького III ступеня (посмертно).[1]
- Його портрет розміщений на меморіалі «Стіна пам'яті полеглих за Україну» в Києві: секція 3, ряд 2, місце 15
- Вшановується 26 серпня на щоденному ранковому церемоніалі вшанування українських захисників, які загинули цього дня в різні роки внаслідок російської збройної агресії[2]
- 1 вересня 2016 року на фасаді будівлі львівської загальноосвітньої школи № 7 на честь Владислава відкрито меморіальну дошку.